# Musa'id bin Sa'ud Al Sa'ud
Musāʿid bin Saʿūd Āl Saʿūd (in arabo مساعد بن سعود بن عبد العزيز آل سعود‎?; Riyad, 1927 – 17 settembre 2012) è stato un principe, politico e diplomatico saudita, membro della famiglia reale Āl Saʿūd.

## Biografia
Il principe Musa'id è nato a Riad nel 1927 ed era figlio di re Sa'ud. Sua madre era Lulua bint Salih Al Subhan. È cresciuto sotto la tutela dei genitori e, dopo la morte della madre, della zia. Ha frequentato inizialmente la scuola dei principi memorizzando il Corano e le citazioni del profeta Maometto. Nel 1936 ha concluso gli studi e l'anno dopo è stato nominato governatore della provincia di Tabuk. Durante il suo mandato ha fondato scuole e contribuito alla nascita di imprese. Nel 1941 è stato nominato ambasciatore in Kuwait. Nel 1949 è entrato nel ministero della difesa e dell'aviazione con il ruolo di sottosegretario. Nel 1958 è tornato ad essere governatore della provincia di Tabuk. In questo secondo mandato ha fatto costruire l'aeroporto regionale di Tabuk. Nel 1964, per cinque giorni, è stato vice presidente dell'ente del welfare giovanile; nello stesso anno è stato nominato presidente dell'autorità generale per gli orfani. Ha mantenuto l'incarico fino al 1998, anno in cui si è ritirato a vita privata.
Musa'id bin Sa'ud è morto il 17 settembre 2012. Le preghiere funebri si sono tenute nella moschea Imam Turki bin Abd Allah di Riyad.

## Vita personale
Il principe ha avuto ventuno figli, dieci maschi e undici femmine.